# Notoncus hickmani
Notoncus hickmani é uma espécie de formiga do gênero Notoncus, pertencente à subfamília Formicinae.